# I stundens hetta
I stundens hetta är en kriminalroman från 2012 skriven av Viveca Sten. Det är den femte i en serie Sandhamnsdeckare om kriminalinspektören Thomas Andreasson och juristen Nora Linde.